# Wind (achternaam)
Wind is een topografische achternaam, van Engelse oorsprong, voor iemand die in de buurt van een pad, steeg of weg woonde. Het is het populairst in Noordoost-Engeland, vooral in Newcastle upon Tyne en Sunderland. Echter de achternaam is ook populair in Nederland en Denemarken. De achternaam heeft verschillende spellingsvormen, waaronder Waind, Wind, Wynd, Wain en Wean.

## Oorsprong
Wind is afkomstig uit het pre zevende-eeuwse Oudengelse "gewind". Het beschrijft ofwel een persoon die woonde in een bijzonder winderig gebied zoals Noordoost-Engeland of een "kronkelige" weg. In de middeleeuwen werd Wind mogelijk gegeven aan een snelle renner of hardloper of boodschapper.

## Opmerkelijke mensen met de achternaam
- Alex Wind (geboren 2001), Amerikaanse studentenactivist
- Bob Wind (geboren 1976), Nederlands acteur.
- Carsten Wind (geboren 1950), Deens gitarist
- Cornelis Wind (1867-1911), Nederlands natuurkundige
- Diana Wind (1957), Nederlandse kunsthistoricus
- Dorothy Wind, Amerikaans honkballer
- Edmund De Wind (1883–1918), Canadees/Iers oorlogsheld
- Edgar Wind (1900–1971), Brits kunsthistoricus
- Eduard Wind (geboren 1947), Nederlandse beeldhouwer.
- Hans Wind (1919–1995), Fins soldaat
- Hans Christian Wind (geboren 1932), Deens theoloog
- Harmen Wind (1945-2010), Nederlandse dichter
- Henning Wind (1937), Deens wedstrijdzeiler
- John Wind (1819-1863), Engels architect
- Jonas Wind (geboren 1999), Deens voetballer
- Kim Wind (geboren 1957), Deens roeier
- Marlene Wind (geboren 1963), Deens wetenschapper
- Martin Wind (geboren 1968), Duitse jazzcontrabassist en -componist
- Per Wind (geboren 1955), Deens voetballer
- Per Wind (geboren 1947), Deens roeier
- Pierre Wind (geboren 1965), Nederlands chef-kok
- Roosmarijn Wind (geboren 1996), Nederlands actrice
- Stefanie Wind, Amerikaans linguïst[5]
- Susie Wind (geboren 1968), Amerikaans beeldend kunstenaar
- Tommy Wind, Amerikaans illusionist
- Torben Wind (born 1960), Deens computerwetenschapper
- Willie Wind (1913-1995), Amerikaans kunstenaar